# Reprezentacja Gujany Francuskiej w piłce siatkowej kobiet
Reprezentacja Gujany Francuskiej w piłce siatkowej kobiet to narodowa reprezentacja tego kraju, reprezentująca go na arenie międzynarodowej.

## Mistrzostwa Ameryki Południowej
Drużyna jeszcze nigdy nie wystąpiła na Mistrzostwach Ameryki Południowej.